# Aeroporto regionale di Aberdeen
L'aeroporto regionale di Aberdeen (IATA: ABR, ICAO: KABR) è un aeroporto civile statunitense situato nella contea di Brown in Dakota del Sud, a 3,7 km ad est di Aberdeen. Situato a 397 m s.l.m., l'aeroporto dispone di un unico terminal passeggeri e di due piste: la prima in calcestruzzo con orientamento 13/31 lunga 2.103 metri e la seconda in asfalto con orientamento 17/35 lunga 1.676 metri. È utilizzato per voli domestici.